# Rusmiddel
Rusmidler er stoffer, som giver en "rus". Definitionerne af et rusmiddel er mange, men hvad der er fælles for dem alle er, at de påvirker det centrale nervesystem (CNS), ved at ændre på frigivelsen af forskellige transmitterstoffer (heriblandt serotonin, dopamin, GABA mm) i kommunikationen mellem nerveenderne. Det vil resultere i flere/færre aktionspotentialer i forhold til den upåvirkede tilstand, dvs. nervernes kommunikation påvirkes enten til at være mere eller mindre aktiv end normalt.
Frigivelsen af transmitterstoffer spiller en stor rolle, da forskellige transmitterstoffer giver forskellig virkning; fx giver ecstasy en større frigivet mængde serotonin, som bevirker at man ikke føler sig træt, ikke føler sig sulten og bliver meget glad, da mængden af frigivet serotonin styrer glæde, søvn, sult, sexlyst osv.
Alkohol, som er det i Vesten mest udbredte rusmiddel, gør brugeren mere afslappet og ofte opstemt. Dette vil i de fleste tilfælde give en følelse af velbehag, men kan også medføre tab af selvkontrol med påfølgende ulykker og eventuelt kriminalitet. Pga. alkoholbrugens kulturelle position og lange tradition i samfundet, bliver kritikken af den ofte overset.

## Tiden efter rusen
Et andet aspekt af rusmidler er organismens tilstand i tiden efter indtagelsen og rusen.
En meget stor frigivelse af fx serotonin, i forbindelse med indtagelse af ecstasy, giver senere en tilstand med lave serotonin-niveauer, når "depoterne" er tømte, og mange vil derfor efterfølgende opleve en depression.